# Distretto di Syrdariâ
Il distretto di Syrdariâ (in kazako: Сырдария ауданы) è un distretto (audan) del Kazakistan con  capoluogo Tereńözek.